# بلودر پوتسدام
بِلوِدِر پوتسدام (آلمانی: Belvedere auf dem Pfingstberg) یک سازه بزرگ در شمال باغ جدید در پوتسدام، آلمان، در قله تپه پفینگستبرگ است. این سازه به سفارش پادشاه فریدریش ویلهلم چهارم ساخته شد و بین سالهای ۱۸۴۷ و ۱۸۶۳ به عنوان یک جایگاه سخنرانی بیرونی ساخته شد.
بِلوِدِر بخشی از کاخ‌ها در میراث جهانی یونسکو و و پارکهای پوتسدام و برلین را تشکیل می‌دهد، که در سال ۱۹۹۹ ساخته شده‌است.

## تاریخچه
این پروژه توسط شاه فریدریش ویلهلم چهارم از پروس سفارش داده شد و در پایان تنها بخشی از یک پروژه کاملاً گسترده‌تری در دامنه این تپه است. بِلوِدِر همان‌طور که از نام آن مشخص است، به عنوان یک سکوی مشاهده برای بازدید کنندگان ساخته شده‌است و فقط شامل دو اتاق در مقیاس متوسط برای سرگرمی است، که در برج‌های فوقانی می‌باشد. تزئینات نقاشی دیواری آن (رومی - اتروسک و مور) است که البته بیشتر آن اکنون از بین رفته‌است.

## شرح
برج‌های دوقلویی که از آنها می‌توان منظره‌ای از پوتسدام را مشاهده کرد، بالای یک تریبون بسیار بلند قرار دارند. صحن آن به شکل یک حیاط سه طرفه است که هر طرف این حیاط دارای یک تراس و سقفی مدور می‌باشد.
بازدید کنندگان با استفاده از پله‌های زیادی که هم در بیرون و هم داخل ساختمان است، می‌توانند بالا بروند، و در نهایت با استفاده از یک راه پله مارپیچ باریک به برج‌ها می‌رسند. منظره پوتسدام را به دلیل تراکم درختکاری پارک فقط می‌توان از بالای برج مشاهده کرد.

## وضعیت کنونی
در حال حاضر گاهی کنسرت‌هایی در صحن حیاط آن برگزار می‌شود و دو اتاق بِلوِدِر به عنوان سالن جشن عروسی استفاده می‌شود.

## نگارخانه

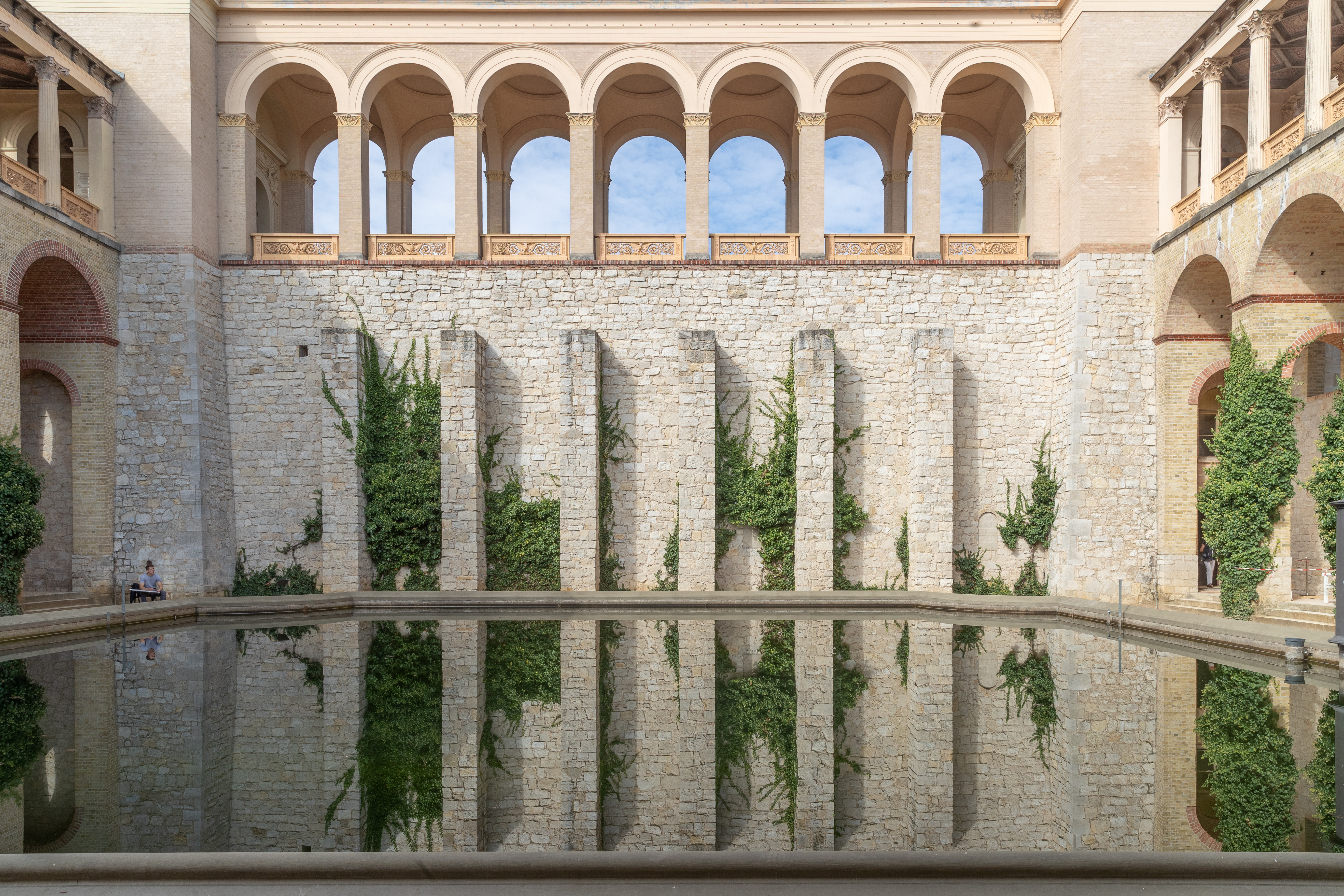
حیاط داخلی
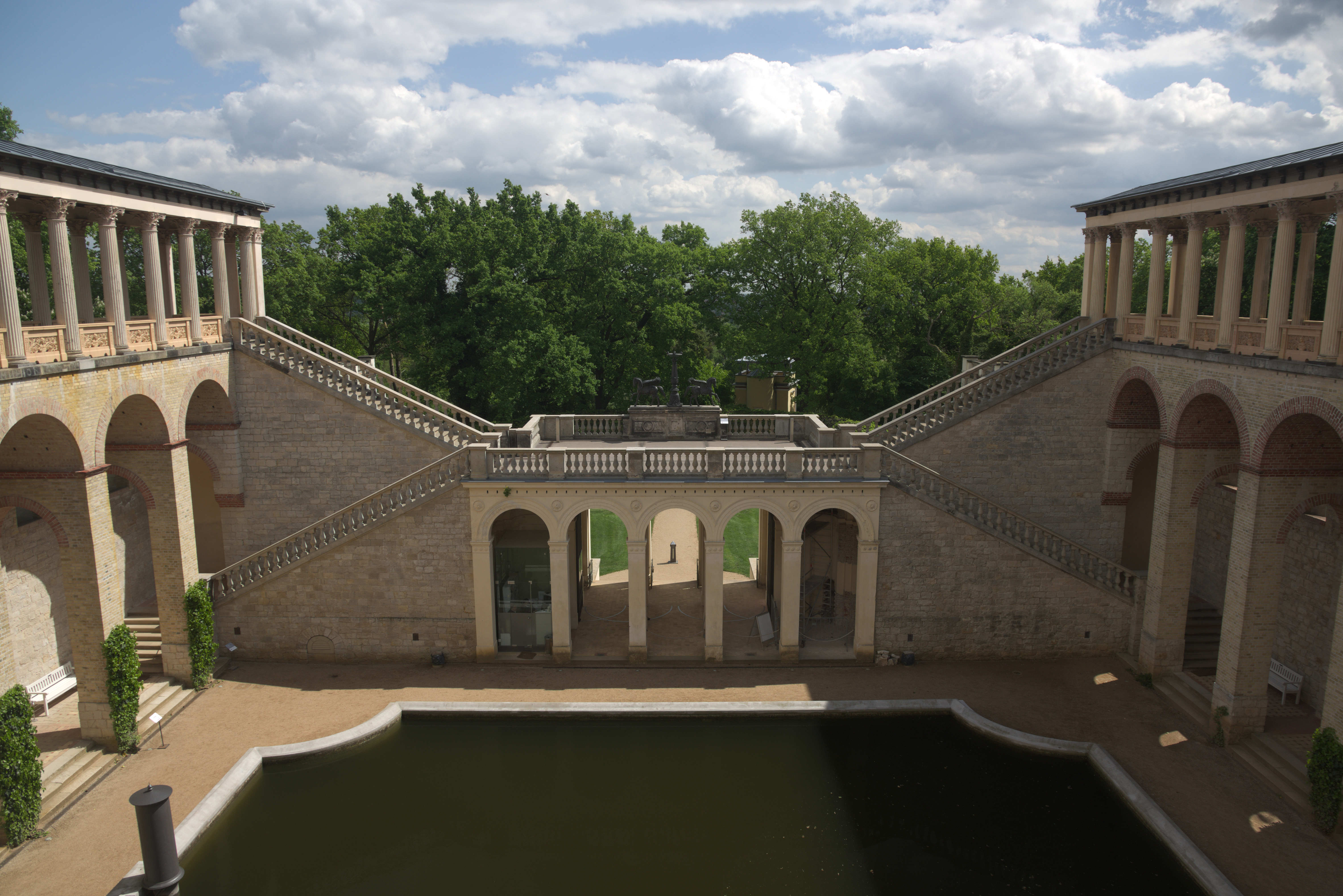
حیاط داخلی
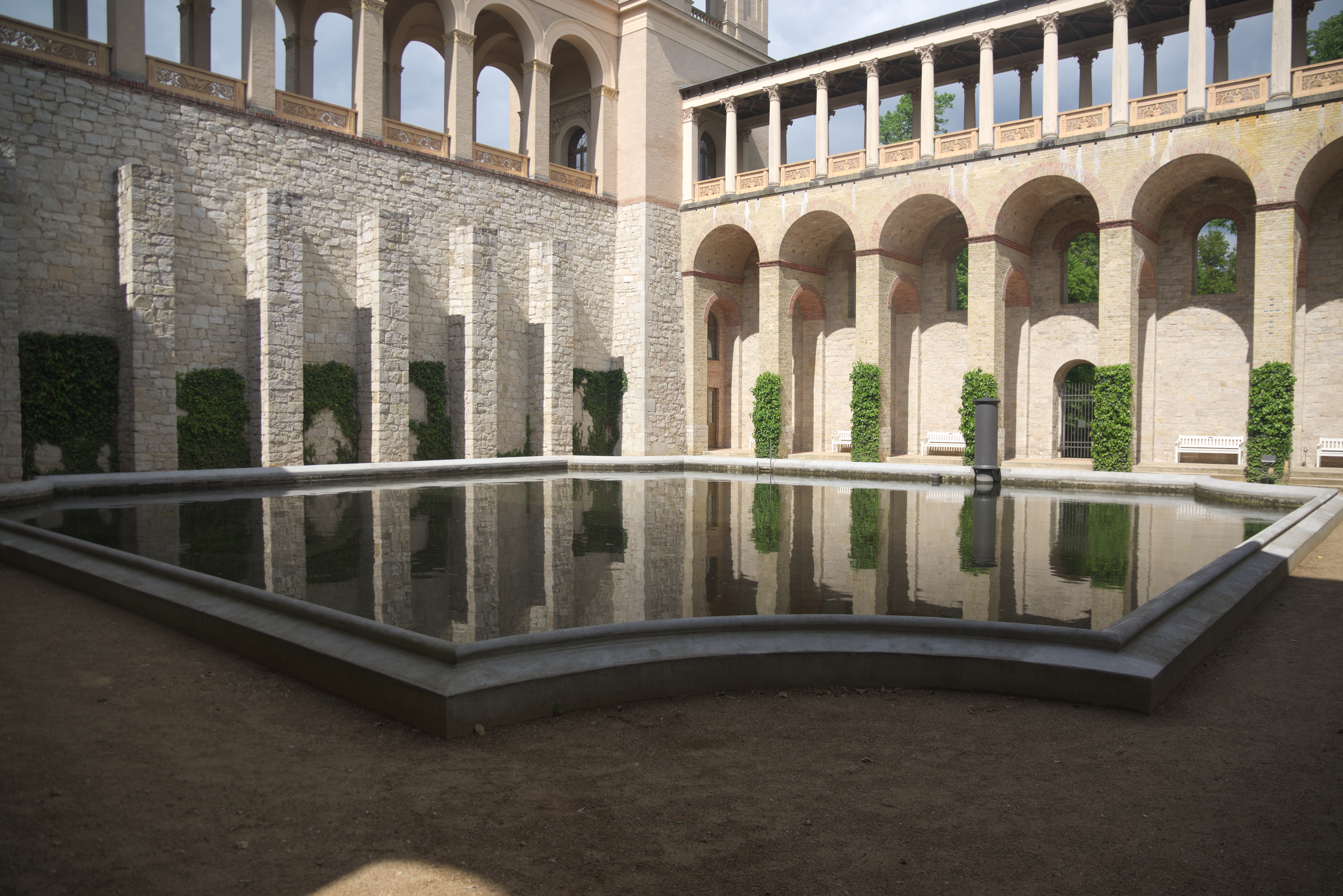
حیاط داخلی
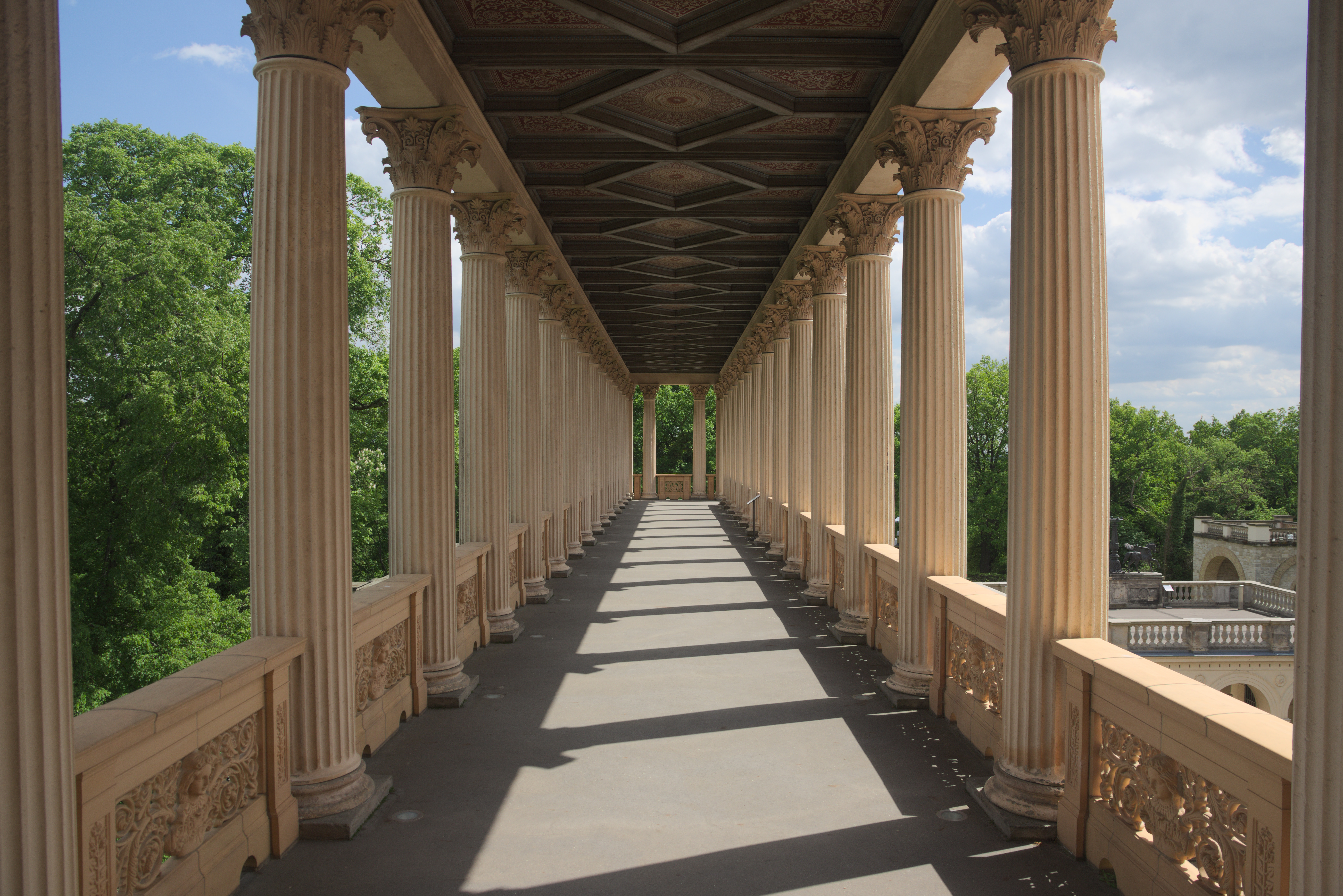
یکی از دو ستون مستعمره قرنتیان
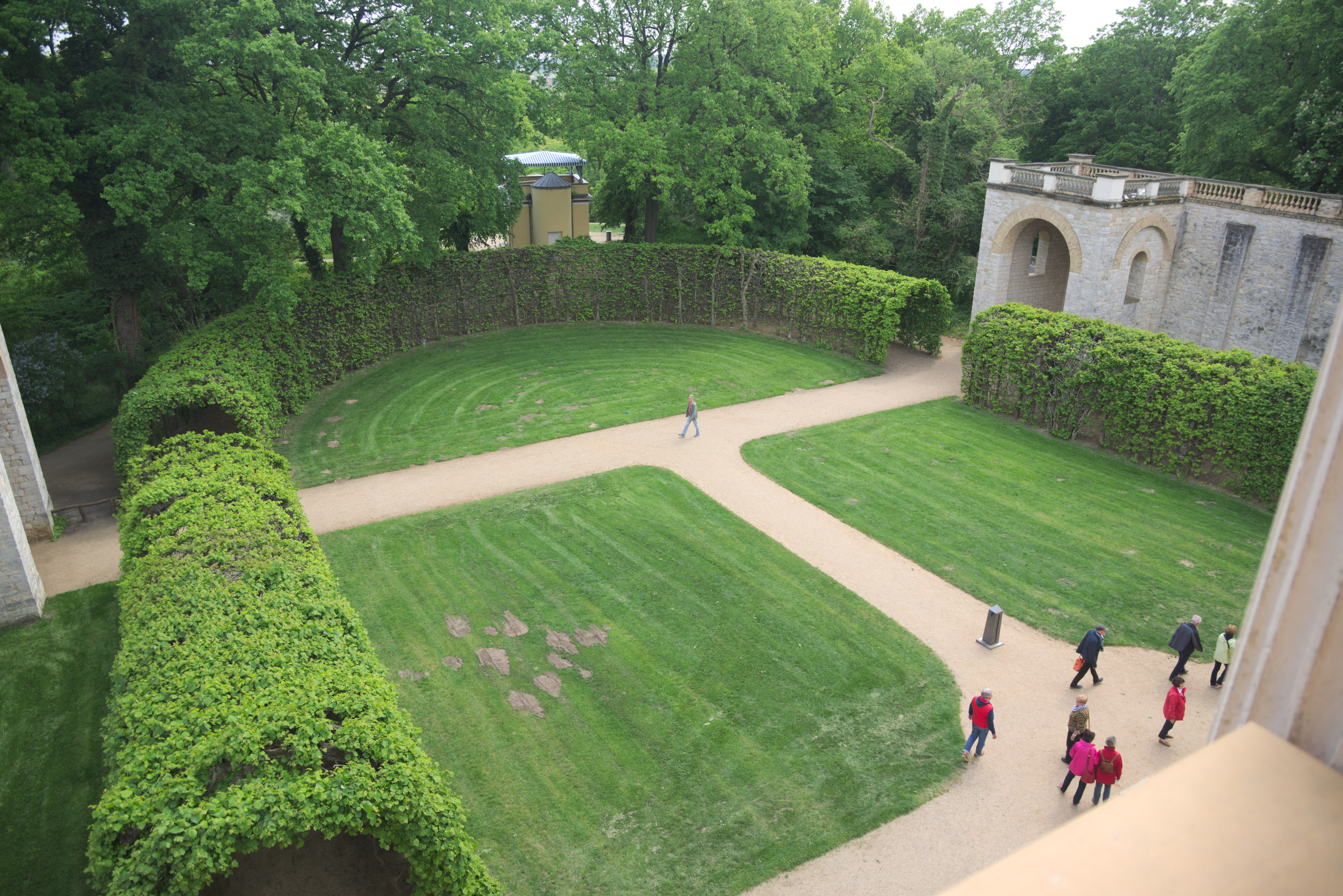
حیاط جلو از بالا دیده می‌شود